# هارولد غرينبيرغ
هارولد غرينبيرغ هو منتج أفلام كندي، ولد في 11 يناير 1930 في مونتريال في كندا، وتوفي بنفس المكان في 1 يوليو 1996.

## وصلات خارجية
- هارولد غرينبيرغ على موقع IMDb (الإنجليزية)
- هارولد غرينبيرغ على موقع IMDb (الإنجليزية)
- هارولد غرينبيرغ على موقع ألو سيني (الفرنسية)
- هارولد غرينبيرغ على موقع أول موفي (الإنجليزية)
- هارولد غرينبيرغ على موقع قاعدة بيانات الأفلام السويدية (السويدية)
- هارولد غرينبيرغ على موقع قاعدة بيانات الفيلم (الإنجليزية)
- هارولد غرينبيرغ على موقع كينوبويسك (الروسية)